# La Pèira (Alts Alps)
La Piara (en francès La Piarre) és un municipi francès situat al departament dels Alts Alps i a la regió de Provença – Alps – Costa Blava.

## Demografia
| 1836                                       | 1962 | 1968 | 1975 | 1982 | 1990 | 1999 | 2006 | 2017 |
| ------------------------------------------ | ---- | ---- | ---- | ---- | ---- | ---- | ---- | ---- |
| 455                                        | 94   | 77   | 62   | 61   | 57   | 63   | 88   | 93   |
| Des de 1962: població sense dobles comptes |      |      |      |      |      |      |      |      |

## Administració
| Període   | Identitat       | Partit |
| --------- | --------------- | ------ |
| 2001-2008 | Auguste Oddou   |        |
| 2008-2020 | Éric Oddou      |        |
| 2020-     | Magali Prunster |        |